# Эквалль, Кнут
Кнут Альфред Эквалль (3 апреля 1843, Себю, Йёнчёпинг (ныне коммуна Транос) — 4 апреля 1912, Транос) — шведский художник и книжный иллюстратор. Брат Эммы Эквалль.
Родился в семье пристава. С 1858 года изучал изобразительное искусство под руководством художника Макса Ларссона, с 1860 по 1866 год учился в Королевской академии свободных искусств в Стокгольме, где специализировался на ксилографии. С 1870 года работал в Мюнхене, затем в Лейпциге, с 1873 года жил в Берлине, где некоторое время был учеником художника Людвига Кнауса. В этот период жизни сотрудничал как иллюстратор со многими немецкими и шведскими газетами, а также имел контракты с некоторыми издательствами и, в частности, создал иллюстрации для издания «Саги о Фритьофе» Эсайаса Тегнера. В 1871 году женился на немецкой певице Йоханне-Марии-Терезии Бурковиц-Пёниц, в 1885 году возвратился в Швецию. 13 марта 1912 года в его доме случился сильный пожар, уничтоживший значительную часть его работ. Сам Эквалль в то время был болен и находился на верхнем этаже дома, поэтому сильно пострадал от пожара, хотя и был в итоге спасён и доставлен в расположенную неподалёку больницу Романас, в которой, однако, скончался спустя несколько недель.
Его картины представляют собой в основном жанровые сюжеты шведской и немецкой жизни, есть также несколько изображений детского быта и исторических и мифологических сюжетов.